# گته بزو
گته بزو (به انگلیسی: Goth Bozo) یک منطقهٔ مسکونی در پاکستان است که در ایالت بلوچستان واقع شده‌است. گته بزو ۶۸ متر بالاتر از سطح دریا واقع شده‌است.